# Vacation!
Pour plus de détails, voir Fiche technique et Distribution.
Vacation! est un film américain écrit, réalisé et monté par Zach Clark, sorti en 2010.

## Synopsis
Quatre amies se retrouvent pour une semaine de fête à la plage. Le sable, le soleil et les margaritas sont au rendez-vous, jusqu'à ce que l'une d'entre elles soit retrouvée morte.

## Fiche technique
- Titre : Vacation!
- Réalisation : Zach Clark
- Scénario : Zach Clark
- Montage : Zach Clark
- Directeur de la photographie : Daryl Pittman
- Musique : Fritz Myers
- Producteur : Zach Clark, Daryl Pittman et Melodie Sisk
- Producteur exécutif : Elijah Kelley
- Sociétés de production :
- Sociétés de distribution :
- Pays d'origine :  États-Unis
- Langue originale : anglais
- Lieu de tournage : L'île Hatteras, Caroline du Nord, États-Unis
- Format : couleur
- Genre : Crime, comédie
- Durée : 90 minutes (1 h 30)
- Dates de sortie :
  -  Royaume-Uni : 20 juin 2010 (Edinburgh International Film Festival)
  -  Suède : 25 novembre 2010 (Stockholm International Film Festival)
  -  États-Unis :
    - 13 mai 2011
    - 9 juillet 2011 (Outfest Film Festival)

  -  Russie : 7 octobre 2011 (Amfest 11 American Film Festival)
  -  France : 8 octobre 2011 (Paris Gay and Lesbian Film Festival)

## Distribution
- Trieste Kelly Dunn : Donna
- Lydia Hyslop : Lorelei
- Maggie Ross : Sugar
- Melodie Sisk : Dee-dee
- Michael Abbott Jr. : le surfer
- Tara Everhart : Starla
- Martha Stephens : la fille gothique
- Tony Greenberg : le publireporter
- Ellie Nicoll : la publireportrice
- Hannah Bennett : la serveuse
- Josh Haslup : l'employé Seaford